# 第36海兵航空群
第36海兵航空群（MAG-36）は、強襲支援航空機の提供を任務とするアメリカ海兵隊の実働航空群である。沖縄県普天間海兵隊航空基地に展開するこの部隊は、現在第3海兵機動展開部隊にとって不可欠な部隊である第1海兵航空団（1stMAW）の一員である。

## 任務
MAG-36の任務は、戦闘即応機動展開強襲支援航空機をもって海兵空地任務部隊（MAGTF）を支援するとともに、海兵機動展開旅団の航空戦闘部隊として、命ぜられた航空運用を計画・実行することにある。

## 隷下部隊
- VMM-262
- VMM-265
- MALS-36
- en:Marine Wing Support Squadron 172

この他に、部隊展開プログラム（UDP）飛行隊、UH-1YおよびAH-1Wを装備する海兵小型攻撃ヘリコプター飛行隊およびCH-53Eを装備する海兵大型ヘリコプター飛行隊が配属される場合がある。

## 歴史
1952年6月2日、カルフォルニア州サンタアナにあるエルトロ海兵隊航空基地で第36海兵航空群（ヘリコプター輸送）として創設されると、数年間を費やして、艦艇から海岸への強襲支援を行うための上陸作戦の訓練を行った。当時は、いずれもHRS-1を装備するHMR-361、HMR-362、HMR-363の3つの飛行隊で編成されていた。
1952年、第36海兵航空群（MAG-36）と改称され、その年の8月にベトナムに派遣された。USSプリンストンで移動した後、9月1日、チュライの沿岸で任務を開始した。完全編成の海兵航空群がベトナムに派遣されたのは初めてのことであったし、そもそも、完全なヘリコプター部隊がこのようにして輸送されたのも初めてのことであった。
第36海兵航空群は、ベトナム戦争間、UH-1E武装ヘリコプター、CH-46およびUH-34を用い、強襲任務から患者後送や兵站支援までの幅広い支援任務を行った。1968年のテト攻勢においては、フエの戦いを密接に支援した。
1969年11月4日、ベトナムから帰還したMAG-36は、沖縄県の普天間海兵隊航空基地に移転した。普天間からベトナムに派遣隊を派遣して戦闘空中給油を行っていたVMGR-152は、その時点で、MAG-36に配属された。1972年まで、MAG-36は、支援飛行隊を派遣し、海兵水陸両用戦部隊に対する艦上からの支援を行った。1972年、VMGR-152は、タイおよびベトナムに展開し、第1海兵航空団の攻撃飛行隊がアメリカ海軍第7艦隊の一部として北ベトナムの兵站組織に対する作戦を遂行している間、その航空機に対する給油支援を行った。1973年の初め、MAG-36の飛行隊は、エンドスウィープ作戦に参加し、ハイフォン港の機雷の除去を行ったのち、普天間に帰投した。 
1975年4月11日、カンボジアからのアメリカ国民の緊急避難を成功させたイーグル・プル作戦の輸送を支援した。その後、有名なフリークエント・ウィンド作戦に参加し、全ての使用可能な航空機を第7艦隊の艦船上に展開し、1975年4月29日の24時間で7,000人以上の人々をサイゴン（現在のホーチミン市）からヘリコプターで脱出させた。 
1970年代の後半以降、MAG-36は太平洋戦域における艦隊運用を継続的に支援した。MAG-36は、西太平洋地域における部隊展開プログラム（UDP）の受入部隊となった。UDPの一環として、ノースカロライナ州およびカリフォルニア州のCH-46、CH-53およびOV-10飛行隊が6ヵ月間のローテーションで普天間海兵隊航空基地に展開した。その間、数多くの演習および西太平洋一帯のさまざまな国への展開訓練に参加した。 
1992年11月、OV-10を装備した最後のUDP分遣隊がカリフォルニア州ペンドルトン駐屯地に帰還した。1993年の春、HMM-262がハワイから到着し、MAG-36の常設部隊となった。続いて、HMM-265が到着し、これら2つのCH-46飛行隊は、第31海兵機動展開隊航空戦闘部隊の骨幹を形成することとなった。 
1990年代、MAG-36の隷下部隊は、さまざまな紛争対処作戦に参加した。1995年、MAG-36の隷下部隊は、地震で6,400人が死亡した神戸（阪神・淡路大震災）において救援活動を行うとともに、ユナイテッド・シールド作戦の間、ソマリアからの国連軍の撤収を行った。1999年、各隷下部隊は、ペルシア湾での砂漠のキツネ作戦および東ティモールでの安定化作戦の間の平和維持活動のため、予告なしの展開を行った。 
21世紀の最初の10年間、MAG-36は、戦域安全保障協力のための演習および数多くの紛争対処に対する支援を継続した。2004年と2007年には、それぞれHMM-265とHMM-262がイラクの自由作戦における戦闘任務ために展開した。2009年5月以降、VMGR-152は、不朽の自由作戦を支援するため、2機の航空機を継続運用する分遣隊をアフガニスタンに派遣し、2014年には、岩国に移動してMAG-12の指揮下に入った。 
海兵機動展開旅団レベルの航空戦闘部隊として派遣されたMAG-36は、数多くの人道支援災害救助活動（Humanitarian Assistance and Disaster Relief, HADR）を支援した。2007年11月、熱帯低気圧シドラの発生に伴い、MAG-36の構成部隊がバングラデシュに展開し、シー・エンジェルⅡ作戦に参加した。2008年5月、熱帯低気圧ナルギスで被災したビルマに対するケアリング・レスポンス作戦をタイから支援した。さらに、フィリピンにおいても、3回にわたるHADRを実施した。2004年の統合任務部隊535と共におこなった支援、2009年10月の3つの連続した台風の後の支援、および2010年10月の巨大台風メギの発生に伴う支援である。最近では、トモダチ作戦において、地震、津波および原子力発電所の損壊による3つの災害に見舞われた本州に展開し、駐留受入国である日本が必要とする救援活動を実施した。

## 注記
1. ↑  防衛白書（2005年度版第1章第3節7項など）では、「海兵遠征軍」ではなく「海兵機動展開部隊」という訳語を使用している。
2. ↑  “Archived copy”. 2011年4月5日時点のオリジナルよりアーカイブ。2011年6月7日閲覧。
3. ↑  防衛白書の第3海兵機動展開部隊の訳語にならい、「海兵遠征旅団」ではなく「海兵機動展開旅団」の訳語を採用した。
4. ↑  “Archived copy”. 2011年8月9日時点のオリジナルよりアーカイブ。2011年6月7日閲覧。

## 参照
- 海兵隊航空団
- en:List of United States Marine Corps aircraft groups
- en:List of United States Marine Corps aircraft squadrons